# CM Draconis
CM Draconis är en flarestjärna och roterande variabel av BY Dra-typ (EA+UV+BY) i stjärnbilden Draken. CM Dra är också klassificerad som Algolvariabel.
Stjärnan varierar mellan visuell magnitud +12,87 och 13,63 med en period av 1,26838965 dygn. Förmörkelsefasen har en period på 1,2177 timmar och en förmörkelsegrad av 4 procent.